# Blaenau Ffestiniog
Blaenau Ffestiniog ist eine Kleinstadt im Norden von Wales, die bekannt ist für ihre Schmalspurbahn und ihre Schieferbrüche.

## Geografie
Die Stadt liegt in den Bergen von Snowdonia und war während der Blütezeit der Schieferindustrie in Wales ein wichtiger Wirtschaftsstandort.
Heute lebt die Stadt überwiegend vom Tourismus. Sie ist das Zentrum des Snowdonia National Park. Die Grenzen des Parks wurden bewusst so gezogen, dass die Stadt mit ihren riesigen Abraumhügeln aus Schiefer nicht in den Nationalpark fällt.

## Tourismus
Zu den größten Touristenattraktionen zählen heute die Ffestiniog Railway nach Porthmadog und die Llechwedd Slate Caverns, eine alte Schiefermine, die von Touristen besucht werden kann. Die Miners Tramway fährt die Besucher der Schieferbergwerke auf der steilsten Bahn Großbritanniens zu den unterirdischen Kammern.